# Lodderena nana
Lodderena nana es una especie de molusco gasterópodo de la familia Turbinidae.

## Subspecies
Lodderena nana pooki Fleming, 1948

## Distribución geográfica
Se encuentra  en Nueva Zelanda.